# Martin Tauber
Martin Tauber (ur. 4 listopada 1976 r. w Innsbrucku) – austriacki biegacz narciarski, zawodnik klubu SC Seefeld.

## Kariera
Po raz pierwszy na arenie międzynarodowej Martin Tauber pojawił 4 grudnia 1993 roku podczas zawodów FIS Race w Tauplitz, gdzie zajął 77. miejsce w biegu na 10 km techniką klasyczną. W 1994 roku wystąpił na Mistrzostwach Świata Juniorów w Breitenwang zajmując 67. miejsce w biegu na 30 km stylem dowolnym. Startował także na Mistrzostwach Świata Juniorów w Gällivare w 1995 roku oraz Mistrzostwach Juniorów w Asiago w 1996 roku, najlepszy wynik uzyskując we Włoszech, gdzie był dziewiąty na dystansie 30 km techniką dowolną.
W Pucharze Świata zadebiutował 22 listopada 1997 roku w Beitostølen, zajmując 105. miejsce w biegu na 10 km klasykiem. Pierwsze pucharowe punkty wywalczył jednak dopiero 27 grudnia 1998 roku w Garmisch-Partenkirchen, zajmując 24. miejsce w sprincie stylem dowolnym. Pierwsze i zarazem ostatnie pucharowe podium w karierze Tauber wywalczył 5 lutego 2006 roku w Davos, gdzie był drugi w biegu na 15 km techniką klasyczną, przegrywając tylko z Norwegiem Jensem Arne Svartedalem. Najlepsze wyniki w Pucharze Świata osiągnął w sezonie 2005/2006, który ukończył na 37. pozycji.
Pierwszą dużą imprezą w jego karierze były Mistrzostwa Świata w Oberstdorfie w 2005 roku, gdzie był między innymi piąty w sztafecie oraz osiemnasty na dystansie 50 km klasykiem. Rok później brał udział w Igrzyskach Olimpijskich w Turynie zajmując siedemnaste miejsce w biegu łączonym na 30 km oraz ósme w biegu na 15 km techniką klasyczną. W 2007 roku wystąpił także na Mistrzostwach Świata w Sapporo, gdzie zajął 29. miejsce w biegu na 50 km stylem klasycznym.
W kwietniu 2007 roku Tauber oraz Roland Diethart, Johannes Eder, Jürgen Pinter, Wolfgang Perner i Wolfgang Rottmann zostali pozbawieni prawa udziału w przyszłych igrzyskach olimpijskich, a ich wyniki z Turynu zostały anulowane przez Międzynarodowy Komitet Olimpijski. Wszyscy zostali uznani za winnych stosowania dopingu podczas igrzysk. Międzynarodowa Federacja Narciarska anulowała wszystkie wyniki uzyskane przez Austriaka od Igrzysk w Turynie włącznie.

## Osiągnięcia

### Igrzyska olimpijskie
| Miejsce | Dzień     | Rok  | Miejscowość | Konkurencja          | Czas biegu  | Strata  | Zwycięzca             |
| ------- | --------- | ---- | ----------- | -------------------- | ----------- | ------- | --------------------- |
| 17.     | 12 lutego | 2006 | Turyn       | 2x15 km łączony      | 1:17:00.8 h | +27.8 s | Jewgienij Diemientjew |
| 8.      | 17 lutego | 2006 | Turyn       | 15 km st. klasycznym | 38:01.3 min | +48.2 s | Andrus Veerpalu       |
| ?       | 19 lutego | 2006 | Turyn       | Sztafeta 4 x 10 km   | 1:43:45.7 h | -       | Włochy                |

### Mistrzostwa Świata
| Miejsce | Dzień     | Rok  | Miejscowość | Konkurencja             | Czas biegu  | Strata      | Zwycięzca           |
| ------- | --------- | ---- | ----------- | ----------------------- | ----------- | ----------- | ------------------- |
| 31.     | 20 lutego | 2005 | Oberstdorf  | 2x15 km łączony         | 1:19:20.5 h | +3:32.2 min | Vincent Vittoz      |
| 5.      | 24 lutego | 2005 | Oberstdorf  | Sztafeta 4x10 km        | 1:39:04.4 h | +1:36.5 min | Norwegia            |
| 18.     | 27 lutego | 2005 | Oberstdorf  | 50 km stylem klasycznym | 2:30:10.1 h | +36.9 s     | Frode Estil         |
| 29.     | 4 marca   | 2007 | Sapporo     | 50 km stylem klasycznym | 2:20:12.6 h | +9:39.5 min | Odd-Bjørn Hjelmeset |

### Mistrzostwa świata juniorów
| Miejsce | Dzień       | Rok  | Miejscowość | Konkurs                 | Wynik       | Strata       | Zwycięzca       |
| ------- | ----------- | ---- | ----------- | ----------------------- | ----------- | ------------ | --------------- |
| 67.     | 30 stycznia | 1994 | Breitenwang | 30 km stylem dowolnym   | 1:18:07.8 h | +11:15.2 min | Mitsuo Horigome |
| 56.     | 1 marca     | 1995 | Gällivare   | 10 km stylem klasycznym | 27:26.1 min | +3:08.0 min  | Roman Mironow   |
| 34.     | 5 marca     | 1995 | Gällivare   | 30 km stylem dowolnym   | 1:22:35.2 h | +6:35.9 min  | Pietro Broggini |
| 58.     | 31 stycznia | 1996 | Asiago      | 10 km stylem klasycznym | 27:42.8 min | +2:47.5 min  | Per Elofsson    |
| 9.      | 4 lutego    | 1996 | Asiago      | 30 km stylem dowolnym   | 1:33:18.9 h | +5:41.3 min  | Fabio Santus    |

### Puchar Świata

#### Miejsca w klasyfikacji generalnej
- 1998/1999: ?
- 2003/2004: 82.
- 2005/2006: 37.

#### Miejsca na podium w zawodach chronologicznie
| Nr | Dzień    | Rok  | Miejscowość | Konkurencja             | Czas biegu  | Pozycja | Strata  | Zwycięzca           |
| -- | -------- | ---- | ----------- | ----------------------- | ----------- | ------- | ------- | ------------------- |
| 1. | 5 lutego | 2006 | Davos       | 15 km stylem klasycznym | 37:54.9 min | 2.      | +20.9 s | Jens Arne Svartedal |